# باول سبارو
باول سبارو (بالإنجليزية: Paul Sparrow) هو لاعب كرة قدم بريطاني في مركز الدفاع، ولد في 24 مارس 1975 في واندزوورث في المملكة المتحدة. لعب مع بريستون نورث إيند وكريستال بالاس ونادي روتشديل ونادي ستاليبريدج سيلتيك.